# Fire (The Prodigy-Lied)
Fire und Jericho sind zwei Songs der englischen Big-Beat-Band The Prodigy aus dem Album Experience. Die beiden Songs wurden unter dem Namen Fire / Jericho am 7. September 1992 als dritte offizielle Singleauskopplung der Band veröffentlicht. Sie erreichte Platz elf der UK Singles Chart.
Die Single trug den Untertitel „strangely limited edition“, da die 12"-Vinyl Schallplatten nur zwei Wochen lang verkauft wurden, um den Verkauf des wenige Monate später erscheinenden Debütalbums Experience zu fördern. Als die Single erneut veröffentlicht wurde, trug sie jedoch noch immer denselben Untertitel.

## Hintergrund und Samples
Die auch auf dem Studioalbum Experience enthaltene „Sunrise Version“ von Fire unterscheidet sich von dem „Single-Edit“ durch den Einsatz von verzerrten Klavier-Sounds, wie sie für die euphorischen Breakbeat-Stücke der frühen 1990er Jahre typisch sind.
Das namensgebende Sample auf Fire („I am the god of hell fire!“) stammt von dem gleichnamigen Welthit des britischen Rocksängers Arthur Brown (zuerst veröffentlicht auf dem Album The Crazy World of Arthur Brown 1968). Seine Nutzung kostete das Prodigy-Label XL Recordings bei der Erstveröffentlichung 4000 Pfund. Die hohen Lizenzkosten waren vermutlich auch der Grund dafür, dass diese Single nicht auf der Zusammenstellung Their Law: The Singles 1990-2005 enthalten ist.
Ein weiteres charakteristisches Sample auf Fire stammt aus dem 1980 erschienenen Song Hard Times von Pablo Gad („When I was youth I used to burn cali weed in a Rizla“ – „Als ich jung war, rauchte ich Marihuana in einem Rizla“, eine bekannte Zigarettenpapiermarke). Das Original ist ein ruhiges Roots-Reggae-Stück; Liam Howlett beschleunigte es, behielt aber den Offbeat-Rhythmus bei, so dass die entsprechende Passage in Fire einen Ska-artigen Charakter hat.
Der Ruf „How ya feeling? In the party! How ya feeling? Are you ready?“ in der Single-Version ist einer Liveaufnahme des Songs African Children der britischen Reggae-Band Aswad entnommen.

## Musikvideo
Unter Regie von Russel Simmons wurde ein Video produziert, das jedoch von der Band als zu schlecht bewertet und somit nicht veröffentlicht wurde. Es erschien jedoch auf einer Compilation von XL Recordings namens The Video Chapter. Auf Grund seiner Seltenheit war das Video bei den Fans sehr begehrt.

## Titelliste
| Nr.          | Titel                       | Länge |
| ------------ | --------------------------- | ----- |
| 1.           | Fire (Burning Version)      | 04:42 |
| 2.           | Fire (Sunrise Version)      | 05:05 |
| 3.           | Jericho (Original Version)  | 03:47 |
| 4.           | Jericho (Genaside II Remix) | 05:45 |
| Gesamtlänge: | Gesamtlänge:                | 19:09 |

Der Song Fire ist in der Burning Version ausschließlich auf dieser 12"-Vinyl Schallplatte enthalten.
| Nr.          | Titel                       | Länge |
| ------------ | --------------------------- | ----- |
| 1.           | Fire (Edit)                 | 03:21 |
| 2.           | Jericho (Original Version)  | 03:47 |
| 3.           | Fire (Sunrise Version)      | 05:05 |
| 4.           | Jericho (Genaside II Remix) | 05:45 |
| Gesamtlänge: | Gesamtlänge:                | 17:58 |

| Nr.          | Titel                       | Länge |
| ------------ | --------------------------- | ----- |
| 1.           | Fire (Edit)                 | 03:21 |
| 2.           | Jericho (Original Version)  | 03:47 |
| 3.           | Fire (Sunrise Version)      | 05:05 |
| 4.           | Jericho (Genaside II Remix) | 05:45 |
| 5.           | Pandemonium                 | 04:25 |
| Gesamtlänge: | Gesamtlänge:                | 22:23 |

Die in den USA vom Label Elektra veröffentlichte CD-Single enthält zusätzlich den auf keinem Studioalbum enthaltenen Song Pandemonium. Daneben ist dieser Song nur noch auf der CD-Single Charly enthalten.